# جون باركر بويد
جون باركر بويد (بالإنجليزية: John Parker Boyd)‏ (و. 1764 – 1830 م) هو جندي أمريكي، كان عضوًا في الحزب الديمقراطي الأمريكي، توفي في بوسطن، عن عمر يناهز 66 عاماً.